# Mahmud Ahmadinezsád
Mahmud Ahmadinezsád (perzsául محمود احمدی‌نژاد, Maḥmud Aḥmadinežâd, mæhmuːd-e æhmædiː-neʒɒːd) (Árádán, 1956. október 28. –) az Iráni Iszlám Köztársaság hatodik elnöke, az országban levő konzervatív politikai pártok koalíciójának, illetve Az Iszlám Építői Iránban fő politikai vezetője. 2005-től 2013-ig, két elnöki ciklus erejéig viselte államfői tisztségét.

## Pályafutása

### Családja
Mahmud Ahmadinezsád Garmszár közelében, Árádán faluban született, hét gyermek közül negyedikként. Apja vasmunkásként, szatócsként, fodrászként és kovácsként is dolgozott, és Koránt is tanított. A család Teheránba költözése után megváltoztatta a nevét Szaburdzsiánról (سبورجیان – Saburǧiân) Ahmadinezsádra, mely azt jelenti, Ahmad, azaz Mohamed leszármazottai. Apja, Ahmad Szaburdzsián vallásos síita volt, édesanyjáról pedig azt tartották, Mohamed próféta vér szerinti leszármazottai közé tartozik.

### Fiatalkora
1976-ban Mahmud Ahmadinezsád jelentkezett az Iráni Nemzeti Egyetemre. Önéletrajza szerint a 132. lett a rangsorban a 400 000 résztvevő között. Az Iráni Tudományos és Technológiai Egyetemen építőmérnökként diplomázott, majd 1997-ben ugyanott közlekedésmérnöki PhD fokozatot szerzett.

### Politikai karrierje
Az iszlám forradalom után csatlakozott a Daftar-e Tahkim-e Vahdat (kb. ’Hivatal az Egység Megerősítéséért’) diákszervezethez. Ezt követően két nyugat-azerbajdzsáni megye, Máku és Hoj elöljárója, majd 1993-ban Ardabil tartomány kormányzója lett. Mohammad Hátami elnökké választása után, 1997-ben eltávolították posztjáról és visszatért tanítani. Teherán tanácsa polgármesterré nevezte ki 2003-ban. Keményvonalas vallásos politikusként az előző, mérsékelt polgármesterek több döntését megváltoztatta. 2005-ös elnökválasztó kampányát támogatta Az Iszlám Építői Iránban párt. Olajpénzt ígért a szegényeknek, választási szlogene: Ez lehetséges! A szavazatok 62%-át érte el a választásokon, így 2005. augusztus 3-án elnök lett.

## Politikája
Ahmadinezsád ellentmondásos megítélésű politikus Iránon belül és kívül egyaránt. Gazdaságpolitikájáért és az emberi jogok eltiprásáért aktívan kritizálják hazájában és külföldön. 2007-ben elindított egy gázadagolási tervet, hogy csökkentse az ország üzemanyag-fogyasztását. Szintén változtatásokat vezetett be a kamatlábakban, az állami és magánbankok körében. Támogatója az iráni nukleáris programnak, amelynek békés célkitűzéseit hangsúlyozza hivatalos fórumokon, jelesül hogy a dúsított uránkészletet a villamosenergia-termelésben használják fel. Második, 2009-es megválasztásának jogosságát széles körben vitatták, emiatt jelentős hazai és külföldi tüntetésekre került sor. Az elnökség legitimitását megkérdőjelezi a nagy ellenzéki párt, több hagyománykövető vallástudós és befolyásos iráni politikus is. Megválasztását nemzetközi szervezetek és különböző nyugati országok kormányai is vizsgálni kezdték.
Ahmadinezsád szókimondó kritikusa az Amerikai Egyesült Államok és Izrael külpolitikájának. Elődeihez hasonlóan nem tekinti Izraelt független államnak és régiója törvényes képviselőjének. Az izraeli–palesztin kapcsolatok és a holokauszt körüli nyilatkozata rendre ellentmondásos helyzetbe sodorják. Sürgette, hogy a „megszálló rezsimet száműzzék a történelem lapjairól”, s ezt a kijelentését Izrael állam elpusztítására való felszólításként értékelték. Javaslatot tett arra, hogy tartsanak „szabad választásokat” az izraeli-palesztin régióban, és arra ösztönözte a palesztinokat, hogy a térség jövője érdekében erőteljesebben hallassák a hangjukat. Véleménye szerint a holokauszt egy mítosz, amiért antiszemitizmussal is megvádolták. Ahmadinezsád azonban visszautasította az antiszemitizmus és holokauszttagadás vádját, mondván, hogy „tiszteletben tartják a zsidókat”.